# ARBOS – Gesellschaft für Musik und Theater
ARBOS – Gesellschaft für Musik und Theater ist ein österreichischer Verein zur Förderung neuer Ansätze des Musiktheaters.
Der Verein arbeitet als Projektträger hauptsächlich für die Projekte von Herbert Gantschacher. Unter seinem Dach finden szenischen Konzerten, das „Theater der Jugend“, Gehörlosentheater, Inszenierte Räume, Theatralischen Ausstellungen sowie Formen grenzüberschreitender Kunst statt. Vorsitzender (Österreich: Obmann) ist Herbert Gantschacher, sein Stellvertreter ist Markus Rupert.
Der Regisseur Herbert Gantscher realisiert über ARBOS das jährliche „Europäische und Internationale Gehörlosentheatertheaterfestival“ in Wien. ARBOS veranstaltet gemeinsam mit dem polnischen Gehörlosentheater „Teatr 3“ in Stettin das alle zwei Jahre stattfindende Festival „Theater ohne Grenzen“.

## Auszeichnungen
ARBOS hat für seine künstlerische Arbeit bisher folgende Preise erhalten:
- „Kar“ Musiktheater für den Berg von Herbert Lauermann (Musik) und Christian Martin Fuchs (Libretto) realisiert im unteren Hohlgang der Staumauer des Großen Mühldorfer Sees der ÖDK (Österreichische Draukraftwerke AG) in 2300 Meter Seehöhe am Reißeck in Kärnten: Maecenas-Preis 1994 für das beste Kunstsponsoring-Projekt in Österreich.
- „Different Trains“ drei Opern im fahrenden Zug durch Europa auf Bahnhöfen in Belgien, Deutschland, Tschechien, Slowakei, Ungarn und Österreich: Artecopreis 1999.
- „Ich sehe was, was Du nicht siehst“ Gehörlosentheaterkinderstück für gehörlose und hörende Kinder, deren Eltern, Verwandte und Lehrer: Europasiegel 2002 für innovative Sprachenprojekte.
- „Theaterfallen in der Wiener U-Bahn“ sichtbares und unsichtbares Theater in den Stationen der Wiener U-Bahnlinien U 1, U 2, U 3, U 4 und U 6: Maecenas-Preis 2002.
- „Sprechende Hände“ Gehörlosentheaterworkshopprojekt: Europasiegel 2002 für innovative Sprachenprojekte.
- „Dada in Linie 1 und Linie 2“ sichtbares und unsichtbares Theater an Stationen der Wiener Straßenbahnlinien 1 und 2: Maecenas-Preis 2003.
- UNESCO-Preis für die Visuelle Theater-Bibliothek wegen „Entwicklung der Menschenrechte für Alle“